# 대동 나들목
대동 나들목(Daedong IC)은 경상남도 김해시 대동면 괴정리에 설치된 중앙고속도로의 2-2번 교차로이다. 중앙고속도로 대동 요금소와 일체형으로 부산 방면을 기준으로 요금소 전에 춘천 방면 진출입로가, 요금소를 지나서 부산 방면 진출입로가 위치해 있으며, 부산방향 진입, 춘천방향 진출시 이용 차량은 요금소의 가장 바깥 차로를 이용한다. 대동면으로 진출할 수 있다.

## 연혁
- 1996년 6월 28일: 부산대구고속도로 대저 분기점 ~ 대동 분기점 구간 개통과 함께 영업 개시[1]
- 2004년 5월 17일: 2006년 2월까지 요금소 설치를 위해 대구광역시 동구 용계동 ~ 경상남도 김해시 대동면 월촌리 82.05km 구간 도로구역 변경[2]

## 구조물 정보
- 위치: 경상남도 김해시 대동면 괴정리
- 영업소: 경상남도 김해시 대동면 대동로 756-118

## 접속하는 도로
- 국가지원지방도 제69호선 (대동로)

## 대동 요금소
대동 요금소(Daedong TG)는 경상남도 김해시 대동면 대동로 756-118에 위치한 중앙고속도로 본선 상의 요금소이다. 대동 나들목과 일체형을 이루고 있으며, 본선 요금소 역할 뿐만 아니라 대동 나들목의 부산방향 진입, 춘천방향 진출 전용 요금소 역할도 병행한다. 이 때 요금소의 가장 바깥 차로를 이용한다.

## 교통량 정보
대동 요금소 기준이다. 폐쇄식은 본선 이용 차량, 개방식은 대동 나들목 이용 차량의 수이다.
| 요금소        | 통행량 (대/일) | 통행량 (대/일) | 통행량 (대/일) | 통행량 (대/일) | 통행량 (대/일) | 통행량 (대/일) | 통행량 (대/일) | 통행량 (대/일) | 통행량 (대/일) | 통행량 (대/일) | 각주  |
| 요금소        | 2001년         | 2002년         | 2003년         | 2004년         | 2005년         | 2006년         | 2007년         | 2008년         | 2009년         | 2010년         | 각주  |
| ------------- | -------------- | -------------- | -------------- | -------------- | -------------- | -------------- | -------------- | -------------- | -------------- | -------------- | ----- |
| 대동 (폐쇄식) | 32,623         | 38,937         | 39,209         | 37,870         | 38,148         | 45,537         | 47,078         | 45,091         | 47,801         | 50,700         | [ 3 ] |
| 대동 (개방식) | 4,869          | 6,107          | 6,713          | 7,553          | 8,153          | 6,239          | 5,922          | 5,964          | 6,743          | 6,626          | [ 3 ] |
| 요금소        | 2011년         | 2012년         | 2013년         | 2014년         | 2015년         | 2016년         | 2017년         | 2018년         | 2019년         |                | [ 3 ] |
| 대동 (폐쇄식) | 51,067         | 50,829         | 51,826         | 49,879         | 37,918         | 39,777         | 40,578         | 46,952         | 49,232         |                | [ 3 ] |
| 대동 (개방식) | 6,936          | 6,913          | 6,213          | 6,198          | 6,251          | 6,413          | 6,429          | 5,352          | 5,046          |                | [ 3 ] |